# August von Pelzeln

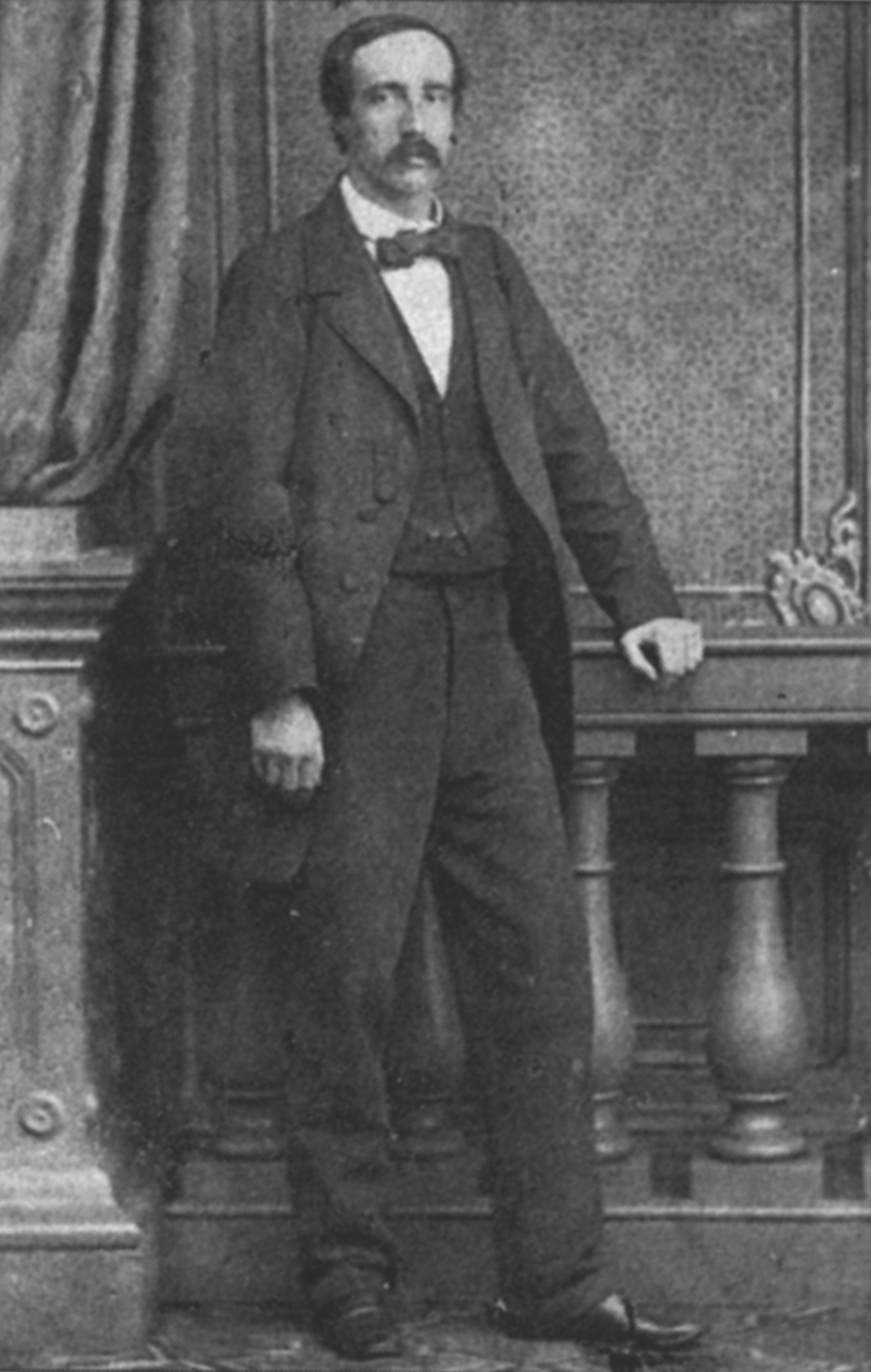
August von Pelzeln.

August von Pelzeln (1825 —; 2 de setembro de 1891) foi um ornitólogo austríaco.
Pelzeln teve a seu cargo a colecção de mamíferos e de aves do Museu Imperial de Viena durante quarenta anos. Realizou um notável trabalho sobre 343 espécies de aves colectadas por Johann Natterer no Brasil em 1822. É o autor de Ornithologie Brasileiras (1871) e de Beitrage zur Ornithologie Sud Afrikas (1882).
Estudou as aves recolectadas durante a viagem de exploração científica realizada entre 1857-1860 pela Fragata Novara.
A expedição Novara foi realizada por autorização do Imperador da Áustria para manter a pujança da coroa. Partiu de Trieste em abril de 1857, passando pelo Cabo da Boa Esperança, pelas Filipinas, Austrália, Nova Zelândia. Quatorze dos quarenta e quatro integrantes desceram a terra, para realizar coleções científicas.
- Capitão: Bernhard Freiherr von Wüllerstorf-Urbair (1816-1883).
- Naturalistas: Ferdinand von Hochstetter (1829-1884), Georg von Frauenfeld (1807-1873) e Johann Zelebor (1819-1869).
- Publicação: Reise der österreichischen Fregatte Novara um die Erde in den Jahren 1857, 1858, 1859 unter den Befehlen des Commodore B. von Wüllerstorf-Urbair (1864-1875).